# Urecze
Urecze (biał. Урэчча, ros. Уречье) – wieś na Białorusi, w obwodzie mińskim, w rejonie wilejskim, w sielsowiecie Narocz.

## Historia
W czasach zaborów wieś w powiecie wilejskim, w guberni wileńskiej Imperium Rosyjskiego.
W latach 1921–1945 wieś leżała w Polsce, w województwie wileńskim, w powiecie wilejskim, w gminie Kołowicze (do 1929 gmina Wilejka).
Według Powszechnego Spisu Ludności z 1921 roku zamieszkiwało tu 321 osób, 3 były wyznania rzymskokatolickiego a 318 prawosławnego. Jednocześnie 5 mieszkańców zadeklarowało polską, 315 białoruską a 1 ukraińską przynależność narodową. Było tu 56 budynków mieszkalnych. W 1931 w 76 domach zamieszkiwały 363 osoby.
Wierni należeli do parafii rzymskokatolickiej w Wilejce i prawosławnej w Naroczy. Miejscowość podlegała pod Sąd Grodzki w Wilejce i Okręgowy w Wilnie; właściwy urząd pocztowy mieścił się w Wilejce.
W wyniku napaści ZSRR na Polskę we wrześniu 1939 miejscowość znalazła się pod okupacją sowiecką. 2 listopada została włączona do Białoruskiej SRR. Od czerwca 1941 roku pod okupacją niemiecką. W 1944 miejscowość została ponownie zajęta przez wojska sowieckie i włączona do Białoruskiej SRR.
Od 1991 roku w składzie niepodległej Białorusi.